# David Gregory (matematyk)
David Gregory (ur. 3 czerwca 1659 w Aberdeen, zm. 10 października 1708 w Maidenhead) – szkocki matematyk i astronom. Był profesorem matematyki na Uniwersytecie Edynburskim i profesorem astronomii na Uniwersytecie Oksfordzkim.

## Życiorys

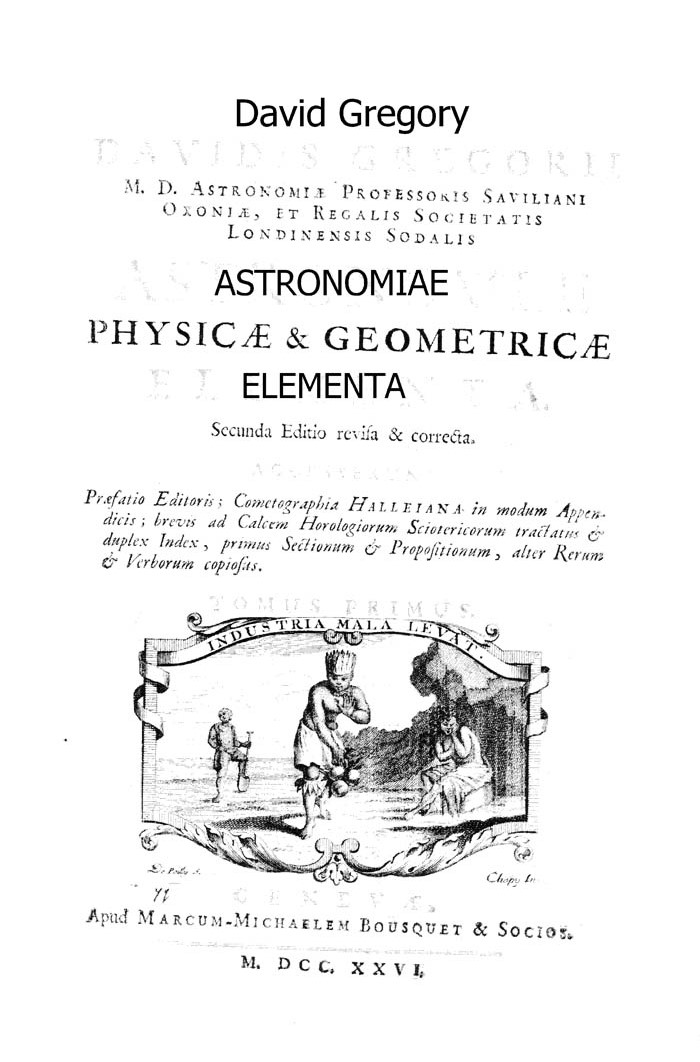
Astronomiae physicae et geometricae elementa, 1726

David był czwartym z piętnaściorga dzieci doktora Davida Gregorie i Jean Walker. Zaczął uczyć się i studiować już w wieku 12 lat w liceum, a następnie na Uniwersytecie w Aberdeen w latach 1671-1675. Po studiach uniwersyteckich (nieukończonych), mając zaledwie 16 lat zaczął podróżować po Europie. Odwiedził Holandię, gdzie studiował medycynę na Uniwersytecie w Lejdzie, oraz Francję. Nie wrócił do Szkocji aż do 1683 roku. W wieku 24 lat został mianowany profesorem matematyki na Uniwersytecie w Edynburgu.
W 1690 roku w okresie niepokojów politycznych i religijnych w Szkocji, Gregory postanowił wyjechać do Anglii, gdzie w 1691 r. został profesorem astronomii na Uniwersytecie Oksfordzkim ze względu na duży wkład w pracę Philosophiae naturalis principia mathematica, którą stworzył Isaac Newton. W tym samym roku został członkiem Royal Society. W trakcie Unii w 1707 r. został odpowiedzialny za reorganizację mennic w Szkocji.
Gregory był bratankiem matematyka i astronoma Jamesa Gregory’ego oraz stryjem filozofa Thomasa Reida. Gregory i jego żona Elizabeth Oliphant mieli dziewiątkę dzieci. Siedmioro z nich zmarło w wieku dziecięcym.
David Gregory zmarł w Maidenhead 10 października 1708 roku.